# Marina (California)
Marina è una città degli Stati Uniti d'America, situata in California, nella contea di Monterey.